# Омега спидмастер
Омега спидмастер (енгл. Omega Speedmaster) је линија ручних сатова – хронографа, коју производи швајцарска компанија Омега SA. Мада су хронографи били присутни још с краја 19. века, компанија је увела своју линију хронографа 1957. године. Од тада су многи механизми на бази хронографа избацивани на тржиште под именом Speedmaster. Speedmaster Professional на ручно навијање, познат и под називом Moonwatch, најпознатији је из ове линије и сат који се континуално најдуже производи. Овај сат носили су астронаути приликом првог америчког изласка у отворени свемир (током мисије Џемини 4, 1965. године), а носили су га и астронаути приликом првог слетања на Месец – мисије Аполо 11, 1969. године. Speedmaster Professional и данас је један од само неколико ручних сатова који су испунили све услове агенције НАСА да их астронаути могу носити током свог боравка у свемиру, и једини је сат који астронаути користе приликом изласка у отворени свемир (свемирске шетње). Speedmaster линија сатова укључује и многе друге моделе, као што су аналогно-дигитални и аутоматски сатови.

## Рани развој
није развијен са циљем да буде коришћен у истраживању свемира. Уместо тога, сат је на тржиште пласиран 1957. године као хронограф за спортисте и возаче аутомобилских трка, и служио је да употпуни понуду компаније Омега која је била званични мерилац времена на Олимпијским играма. Први модел Спидмастера, под ознаком CK 2915, покретан је механизмом Omega Calibre 321. Овај механизам развио је 1946. године Алберт Пиге (Albert Piguet) из компаније „Леманија“, а коју је 1932. године купила компанија која је била власник Омеге. Назив Speedmaster скован је на основу иновативне маске на којој се налазила скала тахиметра овог модела (направљеног од нерђајућег челика) и као наставак претходне конвенције по којој су именоване линије сатова Seamaster и Railmaster. Овај модел увео је препознатљиви дванаесточасовни распоред хронографа, куполасти кристал од плексигласа, и једноставне казаљке са високим контрастом које пружају одличну видљивост, али, за разлику од модела из линије Speedmaster који су следили, на овом моделу је коришћена наруквица Broadarrow. Године 1959. пласирана је нова верзија, са механизмом CK 2998, са црном маском 1000 на бази алуминијума, а касније у верзији 2998-2, са маском 500 тахиметра и „алфа“ казаљкама. Ово је поновљено у верзији из 1963. године са референцама ST 105.002, која је задржала „алфа“ казаљке, а затим само годину дана касније у моделу ST 105.003 са равним казаљкама и моделу ST 105.012 са асиметричним кућиштем како би се заштитила дугмад хронометра и круна. Све прве верзије Speedmaster сатова користиле су исти Caliber 321 механизам, који је замењен тек 1968/1969. године механизмом Calibre 861, који је коришћен у сатовима који су летели на Месец. Само сатови коришћени у мисији Аполо 11 имали су стари Calibre 321 механизам, док су астронаути у каснијим мисијама користили сатове са новим „861“ механизмом.

## Пилоти
Хронографи су првобитно развијени за употребу артиљерије током борбе, али су веома брзо нашли примену код најмодернијих машина тог доба, нарочито пилота авиона, а касније и код возача тркачких аутомобила. Подморничари су такође нашли примену овим уређајима, јер је њима живот зависио од мерења времена до најситнијих делова секунде, пошто су се практично кретали „на слепо“, и приликом испаљивања торпеда морали су на основу удаљености од мете веома прецизно да израчунају након колико времена торпедо треба детонирати. Могућност да прецизно измере време, а самим тим и да изврше калибрацију, пилотима и возачима тркачких аутомобила омогућила је да смање потрошњу горива, пронађу најбољу путању и подесе друге параметре како би достигли што већу ефикасност. Када је председник Ајзенхауер потписао декрет да ће само пилоти војних авиона моћи да се кандидују за место астронаута у пројекту Меркјури, било је скоро потпуно сигурно да ће им бити потребан и хронограф за прецизно мерење времена.

### Употреба у свемиру

#### Квалификациони тестови
Три године пре него што је Speedmaster квалификован од стране агенције НАСА за употребу при летовима у свемир, астронаут Воли Шира носио је свој CK 2998 модел током мисије Меркјури-Атлас 8 (Сигма 7), 3. октобра 1962. године. Те исте године, по анегдоти која се увек понавља у изјавама компаније Омега, као и од стране агенције НАСА, насумично је купљено више ручних сатова на бази хронографа у радњи Corrigan's у Хјустону, како би се испитала њихова издржљивост и поузданост и изабрао модел који ће се користити при летовима у свемир пројеката Џемини и Аполо. Џејмс Реган, бивши инжењер у агенцији НАСА одговоран за испитивање опреме мисија пројекта Аполо, оповргао је ову тврдњу и назвао је „потпуна измишљотина“. Уместо тога, послати су захтеви за достављање понуда произвођачима сатова који су већ били познати међу пилотима који су у све већем броју чинили астронаутски корпус агенције НАСА. Брендови који су званично достављени на испитивање били су Брајтлинг, Ролекс и Омега, као и други који су производили механичке хронографе. Компанија „Хамилтон“ доставила је џепни сат и због тога је дисквалификована, тако да су у игри остале само три компаније – Ролекс, Лонжин-Витнојер и Омега. Сатови ових компанија прошли су тестове на екстремне услове, који су подразумевали:
- Високу температуру: 48 сати на 71 °C, а одмах затим 30 минута на 93 °C
- Ниску температуру: 4 сата на −18 °C
- Циклусе промене температуре у окружењу блиском вакууму: петнаест циклуса загревања до 71 °C на 45 минута, праћеног хлађењем до −18 °C исто на 45 минута, а све при притиску од 10−6 атмосфера
- Влажност: 250 сати на температури између 20 и 71 °C при релативној влажности од 95%
- Окружење испуњено кисеоником: 100% кисеоника на 0,35 атмосфера и 71 °C током 48 сати
- Ударци: шест удараца јачине 40 g у трајању од 11 ms из различитих праваца
- Линеарно убрзање: од 1 до 7,25 g током 333 секунде
- Низак притисак: 90 минута на 10−6 атмосфера при 71 °C, праћених са 30 минута на 93 °C
- Висок притисак: 1,6 атмосфера током 60 минута
- Вибрације: три циклуса вибрација у трајању од 30 минута фреквенције 5 до 2.000 Hz, уз мин. импулс од 8,8
- Акустична енергија (бука): 30 минута на 130 dB од 40 до 10.000 Hz[6][14]

Сви сатови на испитивањима били су механички ручни сатови са ручним навијањем (без батерије). Први аутоматски хронограф, као и први кварцни сат постали су доступни тек од 1969. године, дуго након почетка свемирског програма САД. Испитивања су завршена у марту 1965. године, а изабран је модел Speedmaster компаније Омега, који је издржао све тестове и притом његово одступање није износило више од 5 секунди у току једног дана.

#### ПројекатЏемини
Астронаути Гас Грисом и Џон Јанг први су носили званично сертификовани Speedmaster током мисије Џемини 3, 23. марта 1965. године. Неколико месеци касније, Ед Вајт је спровео први амерички излазак у отворени свемир током мисије Џемини 4, а том приликом носио је Speedmaster 105.003 на спољашњости левог рукава свог свемирског одела. Како би могао да стане на рукав свемирског одела, који се приликом изласка у вакуум додатно надува, сат је причвршћен помоћу најлонског појаса осигураног чичак траком. У случају када се носио ближе зглобу руке, овај најлонски појас могао се обавити више пута око руке како би се што боље осигурао а његова дужина прилагодила обиму рукава на том делу одела. Компанија Омега је прво изјавила да је била потпуно изненађена када је видела фотографију Еда Вајта како плута у вакууму свемира са сатом Speedmaster око руке. Међутим, из папира које је агенција НАСА 1964. послала званичном представнику компаније Омега за САД, а везних за мисију капсуле Џемини 4, види се да је ова изјава била благо преувеличана. Ова фотографија, и друге које су снимљене приликом прве америчке свемирске шетње на којима се види њихов сат, компанија Омега је вешто искористила у маркетиншке сврхе и рекламирала га у периоду 1965–1969. година, и тиме се остварила јака веза између сата Speedmaster и истраживања свемира, која траје до данас. Ови сатови додељени су свим астронаутима који су летели на мисијама пројекта Џемини, све до његовог окончања 1966. године.

#### ПројекатАполо
Како би ојачала везу која је успостављена са астронаутима, компанија Омега је почела да користи назив Speedmaster и за остале сатове након мисије Џемини 4. Године 1966. Speedmaster модел је са ознаке 105.012 унапређен у нову верзију 145.012. Ове две верзије сатова Speedmaster остаће упамћене као сатови које су астронаути пројекта Аполо носили на површини Месеца, „месечеви сатови“ (енгл. "moonwatches"). Ови сатови коришћени су од самог почетка пројекта Аполо, кроз све мисије почевши од оних које су путовале у Земљину орбиту, преко оних које су ушле у орбиту око Месеца, а на крају су доспели и на површину од мисије Аполо 11 на даље. Иронија је да су ове две верзије сата, као и верзије које су се појавиле пре њих, познате као „предмесечеви“ (енгл. "Pre-moon") јер су произведени пре првог слетања на површину Месеца и на њиховој полеђини није угравиран натпис који поседују све верзије које су уследиле: „Први сат ношен на Месецу“ (енгл. "The First Watch Worn on the Moon").
Мада је командант мисије Аполо 11 Нил Армстронг постао први човек који је крочио на површину Месеца, он је свој 105.012 Speedmaster оставио у лунарном модулу као резерву, јер је електронски тајмер у овом модулу имао потешкоћа са радом. Баз Олдрин је одлучио да свој Speedmaster ипак понесе при изласку из модула, тако да је његов сат постао први сат ношен на Месецу. Касније, о својој одлуци је написао:

"Постојао је избор да ли носити сат при шетњи по површини Месеца...мали број ствари је мање неопходан при шетњи по тлу Месеца од тога да се зна колико је тачно сати у Хјустону, у Тексасу. Па ипак, како сам ја лик који воли сатове, одлучио сам да ставим Speedmaster око десног зглоба свог кабастог свемирског одела."

Олдринов Speedmaster је изгубљен у путу када га је он поштом послао Смитсонијан институцији. Његова ознака била је ST105.012, мада се понекад погрешно наводи да је ознака била 145.012.
Године 1970. приликом експлозије која је задесила мисију Аполо 13 (експлодирао је резервоар са кисеоником), астронаут Џек Свајгерт је употребио свој Speedmaster како би прецизно измерио 14 секунди, колико је тачно требало да траје маневар реактивним погонским системом лунарног модула како би се њихова летелица вратила на сигурну путању ка Земљи. У знак захвалности, компанији Омега је додељена „Снупи награда“ од стране посаде мисије Аполо 13 „за посвећеност, професионализам, и изузетан допринос и подршку компаније код првих слетања на Месец астронаута Сједињених Америчких Држава.“
Speedmaster команданта мисије Аполо 15, астронаута Дејвида Скота, имао је дефект јер му је спао поклопац бројчаника током друге свемирске шетње. За трећу шетњу, последњу на површини Месеца током ове мисије, Скот је користио Булова Хронограф (бр. модела 88510/01; серијски број SEB12100030-202) који није био део стандардне опреме мисије и који је Скот пристао да тестира за ову компанију на молбу пријатеља. Због тога што се радило о интересима приватних компанија и дешавања са поштанским маркама која су уследила након мисије (астронаути су без дозволе на Месец понели 398 поштанских марки, од којих би по повратку на Земљу 100 уручили немачком филателисти за продају, а остатак задржали као сувенире), агенција НАСА је годинама у тајности држала да се сат ове компаније носио на Месецу. Постоје докази да су и сатови Ролекс GMT ношени као резерве током мисија Аполо 13 и Аполо 14. Тако да мада је Speedmaster био први сат ношен на Месецу, није и једини који је тамо стигао, као што се наводи у појединим рекламама компаније Омега. У октобру 2015. године Булова хронограф који је Скот носио на Месецу је стављен на аукцију, са почетном ценом од 55.000 америчких долара. Продат је 22. октобра увече за 1,625 милиона долара.
Поред сатова који су подељени члановима посаде свих мисија, Аполо 17 понео је један додатни Speedmaster у лунарну орбиту као део експеримента Heat Flow and Convection, који је спровео пилот командног модула мисије Роналд Еванс. Овај сат продат је за 23.000 долара на аукцији 2009. године.
- NASA - Apollo 17 - complete 16mm footage – снимци мисије Аполо 17. На 31:20 се види Speedmaster коришћен за прецизно мерење времена.

#### Након пројектаАполо
Пројекат Аполо окончан је након само 17 мисија, од којих је шест спустило људе на површину Месеца. Током свих ових мисија астронаути су носили сатове Speedmaster. По окончању овог пројекта, агенција НАСА се фокусирала на свемирску станицу Скајлаб у ниској Земљиној орбити, до које су астронаути летели унутар командног модула пројекта Аполо (капсуле). И током ових мисија коришћен је сат Speedmaster, као и при неколико излазака у отворени свемир, међу којима су и они за поправку саме станице која је била оштећена при лансирању. Затим је и пројекат Скајлаб окончан, и почело се са развојем спејс-шатла, који је у употребу ушао у првој половини 1980-их. Заједно са развојем шатла, развијано је и ново заштитно одело космонаута које ће се користити при свемирским шетњама. На ранијим свемирским оделима (пројекта Џемини и Аполо) астронаути су сатове носили на подлактици, причвршћене дугим тракама око кабастог рукава одела. Инжењери који су радили на развоју новог одела желели су да задрже сатове на оделима, али су хтели да нађу боље место за њих, и тако су дошли до решења да га поставе изнад саме шаке (у склопу рукавице) на одело, где се сат иначе носи. Каиш је саставни део рукавице, тако да се уграђује само „тело“ сата. Преко овог сегмента одела долазе посебне термоизолационе навлаке, тако да се сат не види када астронаути носе одело, али ако им је потребан могу једноставно заврнути ту навлаку и користити га. Интересантно је да је сат лоциран на десној рукавици сваког свемирског одела. Од увођења у употребу спејс-шатла, Speedmaster се користио само код свемирских шетњи, док астронаути током боравка у шатлу или на станици имају посебне сатове које такође производи Омега.
Према доступним документима и фотографијама, и совјетски (касније руски) космонаути су током својих мисија у свемир користили сатове Speedmaster. Први пут на фотографијама се виде током мисије Аполо-Сојуз, прве заједничке мисије САД и СССР, и уједно прве међународне свемирске мисије, око руке Алексеја Леонова и Валерија Кубасова. Након тога, тек са почетком изградње Међународне свемирске станице на руским свемирским оделима се могу видети модели Speedmaster, причвршћени око рукава свемирског одела као код мисија пројекта Аполо.

## Каснији модели
Амерички продавац осигурања Ралф Плејстед је 1968. године заједно са још тројицом мушкараца био члан прве експедиције за коју је потврђено да је до северног пола стигла преко копна и залеђеног океана возећи моторне санке. Чланови ове експедиције такође су користили сат Speedmaster ознаке 145.012 као и астронаути мисија Аполо, а уз то њега су користили и секстант за навигацију.

Такође 1968. године, Омега је прешла са механизма 321 на нови механизам са ознаком 861. И овај сатни механизам конструисао је Алберт Пиге, а први пут се појавио у верзији 145.022. Механизам 861 био је веома сличан старом механизму 321, али су неки делови промењени и број откуцаја је повећан са 18.000 на 21.600 на сат (6 откуцаја у секунди). Већина сатова Speedmaster Professional од 1968. до данас користи овај или механизам који представља његову мању модификацију, укључујући и савремени родијумски механизам 1861, као и украсне механизме за изложбе 863 и 1863. Стандардан Speedmaster Professional се од тада до данас производи у истој верзији, а главне одлике су му: кристално заштитно стакло од плексигласа, задњи поклопац израђен из једног дела метала и отпоран на вибрације, магнетске сметње и прашину, тахиметарска скала, на позадини нема казаљки за датум или дан у недељи због прегледности, и механизам који је или потпуно исти или у великој мери базиран на механизму 861.
Флуоресцентни премаз на казаљкама и ознакама за часове био је на бази трицијума, а затим је 1990-их замењен премазом који није био радиоактивног порекла, али поред ових модификација, сатови су у суштини остали исти по дизајну, димензијама и механизму који представља „душу“ сата. У овој форми, линија Speedmaster одржала се у употреби у агенцији НАСА за летове у свемир и шетње свемиром, и успешно је прошла накнадне тестове спроведене 1972. и 1978. године. Ознака најновије верзије из линије Speedmaster је 3570.50.
Компанија Омега је направила велики број комеморативних и ограничених варијанти основног модела који је ношен на Месецу. Свака од њих била је намењена годишњици или неком посебном догађају, и имала је уникатне ознаке или гравуре свемирских мисија за које је била намењена, или је имала угравиране тркачке линије које су подсећале на дубоку везу сатова ове фирме са мото-спортом. Омега је такође направила више верзија са племенитим металима, драгим камењем, или са посебним бојама позадине бројчаника за луксузнију клијентелу.
Током година, Омега се такође трудила да унапреди функционалност основне верзије Speedmaster Professional. Већ 1969. године пласирала је Speedmaster Professional Mk II са додатном заштитом и равним, анти-рефлективним кристалом од минералног стакла, који је био значајно отпорнији на огреботине. Омега је 1970. године започела Пројекат Аљаска под руководством Пјера Чопарда, у оквиру којег се класична црна позадина сата заменила белом и конструисало додатно алуминијумско кућиште које је сат штитило од још нижих температура. Омега се 1971. и 1973. године окренула аутоматским механизмима у верзијама Speedmaster Automatic MkIII и MkIV. Међутим, ниједан од ових модела није био популаран или дуготрајан као оригинални Speedmaster Professional који је ношен на Месецу. Аналогно-дигитална комбинација Speedmaster X-33 је произведена 1998. године; ова верзија прошла је квалификационе тестове агенције НАСА и астронаути су је носили у свемир током мисија на свемирску станицу Мир и на мисији орбитера Колумбија СТС-90 касније исте године.

## Галерија
- на оделу пројекта Џемини.
- Воли Шира носи Speedmaster на свом оделу пред мисију Аполо 7
- Баз Олдрин носи Speedmaster на десној руци током мисије Аполо 11
- Алан Бин са сатом Omega Speedmaster (Аполо 12)
- Посада Апола 14 са сатовима Speedmaster пред лансирање

-Omega Speedmaster са даном и месецом.
-Speedmaster из 1959. године
- на руском свемирском оделу
- на руском свемирском оделу
- Стафорд носи Speedmaster, десно је Алексеј Леонов